# Алексеевское (Кущёвский район)
Алексе́евское — село в Кущёвском районе Краснодарского края. Входит в состав Раздольненского сельского поселения. Расположено на реке Большой Эльбузд 

## Улицы
- ул. Береговая,
- ул. Вишнёвая,
- ул. Восточная,
- ул. Заречная,
- ул. Зелёная,
- ул. Октябрьская,
- ул. Первомайская,
- ул. Трудовая,
- ул. Школьная.

## Население
| 2002 | 2010 |
| ---- | ---- |
| 410  | ↘354 |